# 陳恆嘉
陳恆嘉，（1944年4月16日—2009年2月25日），筆名喬幸嘉、車亞夫、秦嘉、陳三觀、陳在來、皇甫嘉，台灣彰化縣溪州鄉人，台灣知名作家。於台中師專、淡江大學中國文學系畢業，京都大學人文科學研究所碩士，東吳大學日本文化研究所碩士。曾在各中小學、大學任教，擔任出版社總編輯等，其研究領域以台灣文學為主。2009年2月25日，因流感引發肺炎，病逝於淡水區馬偕紀念醫院，病逝前還在就讀國立成功大學台灣文學系博士班，享年64歲。著作有小說《陳恆嘉集》等書。

## 簡歷
1962年處女作〈橘子、雞、毛線衣〉入選《本省籍作家作品集》，1967年開始以「喬幸嘉」筆名撰寫短篇小說。分別在1971年、1974年、1978年三度獲吳濁流文學獎。

## 單篇作品
- 慭：焚寄回歸吾土的醒夫
- 一個球員之死（臺灣文藝）
- 一場骯髒的戰爭（臺灣時報副刊，1983年1月11－13日）
- 仙草冰（中央日報副刊，1976年10月8日）
- 古董田（中央日報副刊，1977年2月21日）
- 曳得長長的影子（明道文藝）
- 老師：人家也要升旗（徵信新聞報副刊、中國時報副刊，1969）
- 事件（臺灣日報副刊）
- 「夜尿」症者 (民眾日報副刊，1980年3月3日)
- 奔喪（民眾日報副刊，1980年7月19日）
- 金交椅（中國時報副刊，1976年9月16日）
- 峙（民眾日報副刊，1980年6月8日）
- 要飯的（臺灣文藝）
- 郎中（中國時報副刊，1969年）
- 剝（台灣文藝）
- 神經病（中國時報副刊，1969年）
- 無賴（中國時報副刊，1969年）
- 畫自像（中國時報副刊，1969年）
- 暗鬼（中國時報副刊，1969年）
- 落翅仔（聯合報副刊，1977年4月17日）
- 〈臺灣書評雜誌的發展〉：特約討論
- 與草木同生
- 暴徒（臺灣文藝）
- 癡情（文壇月刊）
- 譴（關懷雜誌第1卷第3期，1981年12月）
- 憖（中國時報副刊，1982年9月8日）

## 其他
由於擔任教職工作多年，學生遍及士林高商、真理、淡江、中山醫大和台北藝術大學等校，生平亦結交不少文藝界人士。自病逝消息發出後，出席告別式與追思會的人數眾多，致敬過程莊嚴隆重。其姪子為著名的歌手陳昇。 
陳昇在所著“阿嬤，我回來了”書中“紫雲英”一文文末道：“我的啟蒙老師,我的三叔陳恆嘉博士,在我寫這本書即將要結束時的春天,離開我們,去到一個很遙遠的地方,陪伴我們的阿嬤。我的三叔一生愛著漂泊的感覺,現在阿嬤帶著三叔,走在我夢中的紫雲英田裡……
媽媽請你也保重-我的三叔快樂的唱著歌,阿嬤跟三叔都融化在那一望無際、藍色的紫雲英田裡了……”